# Messer, Gabel, Schere, Licht
Messer, Gabel, Schere, Licht ist ein Schlager der deutsch-griechischen Sängerin Vicky Leandros aus dem Jahr 1965, den sie unter dem Namen Vicky veröffentlichte.

## Entstehung und Veröffentlichung
Das Lied wurde von Ralf Arnie, Joe Lander und Leo Leandros geschrieben. Es erschien im Mai 1965 als Leandros Debütsingle bei Philips mit der B-Seite Wann wird das sein, Dream Boy unter der Katalognummer 345 828. Nachdem das Stück zunächst nur als Single veröffentlicht worden war, war es später Teil der Neuauflage ihres Debütalbums Songs und Folklore, das im August 2012 als Teil der Box A Taste of … the Sixties erschien (Katalognummer: Koch Universal 5339680).

## Charts und Chartplatzierungen
| ChartsChartplatzierungen | Höchstplatzierung | Monate |
| ------------------------ | ----------------- | ------ |
| Deutschland (GfK)        | 16 (2½ Mt.)       | 2½     |